# 힘줄

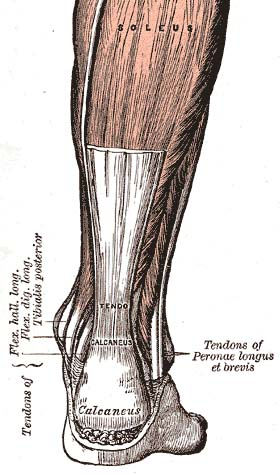
대표적인 힘줄인 인체의 아킬레스건

힘줄 (tendon) 또는 건 (腱)은 근육이 뼈에 부착되기 위해 존재하는 섬유조직이다. 이 섬유는 매우 질기며 수축성이 없고 끈 모양으로 되어 있다. 힘줄 중에서 끈 모양이 아닌 넓은 막처럼 되어 있는 것도 있는데 이것을 널힘줄(aponeurosis)이라고 한다. 힘줄은 인대와 비슷한데, 둘 다 콜라겐으로 만들어져 있다. 힘줄은 근육과 뼈를 연결하고 인대는 뼈와 뼈를 연결한다는 차이가 있다. 86%의 성분은 콜라겐으로 이루어지며, 엘라스틴 2%, 프로테오글리칸 1-5%, 그리고 소량의 망간, 구리, 칼슘 등 여러 무기 염류로 이루어진다.

## 같이 보기
- 건막 (널힘줄, aponeurosis)
- 근막 (fascia)
- 뇌하수체 (pituitary gland)